# لئون دلادریر
لئون دلادریر (انگلیسی: Léon Deladerrière; ۲۶ ژوئن ۱۹۲۷ – ۱۳ مارس ۲۰۱۳) بازیکن و مربی فوتبال اهل فرانسه بود.
از باشگاه‌هایی که در آن بازی کرده‌است می‌توان به باشگاه فوتبال تولوز اشاره کرد.
وی همچنین در تیم ملی فوتبال فرانسه بازی کرده‌است.
وی پس از دوران بازی، به عنوان مربی با باشگاه‌های فوتبال تولوز، نانسی، شاتورو، FC Mulhouse و US Boulogne همکاری کرده است.